# Traudl Vogler
Gertraud „Traudl“ Vogler (* 21. September 1941 in Augsburg; † 28. Dezember 2009 ebenda) war eine deutsche Bühnenbildnerin, Puppenspielerin und Synchronsprecherin.

## Leben
Gertraud Vogler studierte einige Semester Malerei und Grafik an der Akademie für Bildende Künste in München. 1958 entdeckte sie der Theaterleiter Walter Oehmichen. An der Augsburger Puppenkiste lernte sie erst das Puppenspiel, später gestaltete sie Kulissen und Bühnenbilder. Nebenbei war sie für das Theater auch als Synchronsprecherin tätig. 1961 gestaltete sie die Bühnenbilder für So Hi und das weisse Pferd und noch im selben Jahr für die Fernsehproduktion Jim Knopf und Lukas der Lokomotivführer. Neben ihrer Tätigkeit am Theater arbeitete sie als Kunstlehrerin zunächst in Krumbach, dann in Augsburg an Fachakademien für Sozialpädagogik. Vogler lebte in Diedorf bei Augsburg und starb 2009 nach schwerer Krankheit.

## Filmografie (Auswahl)
- 1961, 1976: Jim Knopf und Lukas der Lokomotivführer
- 1962, 1977: Jim Knopf und die wilde 13
- 1964: Kater Mikesch
- 1966: Kommt ein Löwe geflogen (mit Hannelore Radetzky)
- 1972: Die Steinzeitkinder
- 1975: Drachen hat nicht jeder
- 1976: Geschichten aus Holleschitz
- 1977: Eine Woche voller Samstage
- 1978: Lord Schmetterhemd
- 1979: Wir warten aufs Christkind
- 1980: Die Opodeldoks
- 1981: So Hi und das weiße Pferd
- 1987: Schlechte Zeiten für Gespenster
- 1988: Der liebe Herr Teufel
- 1990: Caruso & Co.
- 2000, 2001: Lilalu im Schepperland